# ANNニュースレーダー
『ANNニュースレーダー』は、1972年10月2日から1987年10月16日までテレビ朝日（旧：NETテレビ）系列（ANN）で放送されていた夕方のニュース番組である。この番組は1975年3月31日に腸捻転が解消するまでは関東地区のローカルニュース、それ以後は全国ネットに「昇格」となっており番組の性質が若干異なるため、一部の箇所で、ローカルニュースの時代は「旧ニュースレーダー」、全国ネット化後は「新ニュースレーダー」とそれぞれ表す。

## 概要

### 第1期・関東ローカルニュース
それまで、夕方18:30 - 19:00の30分枠であった『夕方のANNニュース』から、ローカル枠を切り離して「（旧）ニュースレーダー」を18:30-18:40の枠で開始（全国放送は18:40-19:00に。その後全国ニュースを先に放送してから18:45-18:55→18:50-18:55となる）。開始当初から1975年3月29日までは関東地方向けに放送されていたローカルニュース番組だった。この時代は、当時のNETテレビのアナウンサーが日替わり交代で番組を担当していた。

### 第2期・ANN全国ニュース

#### 『（新）ニュースレーダー』立ち上げ当初
腸捻転解消後の1975年3月31日に全国ネット番組に昇格。これと入れ替えで、ローカルニュースが『ANN首都圏ニュース』（その後、30分枠に拡大し、『6時のサテライト』『ニュースイブニング朝日』『首都圏レーダー』と系譜）と改題される。従って放送順序は全国ニュース→ローカルニュースで変更はないが、番組タイトルを事実上入れ替えた形となった。
全国ネットへの「昇格」をきっかけに、『（新）ニュースレーダー』では専任のキャスターを登用し、その平日の初代キャスターがNETアナウンサーだった吉岡晋也に固定された。1976年度から月-金曜は当時朝日新聞論説委員だった小松錬平がキャスターに就任し、吉岡は土日に異動した。次第に同時期に放送されていたTBSの『JNNニュースコープ』と共に、ジャーナリストがキャスターを務めるニュースショーに育った。
1977年4月に全国朝日放送（愛称：テレビ朝日）に社名変更した同年10月からは、月曜日-木曜日が小松となり、金曜日は当時テレビ朝日アナウンサーだった横舘英雄が登板したが、1978年10月から政治評論家で元毎日新聞政治部記者の三宅久之が金曜日と土曜日の担当として加わり、1979年4月より週前半が小松、週後半が三宅の2人メインキャスター制に落ち着いた。小松が一時『ANNニュースファイナル』を担当したため、週前半を三宅、週後半を渥美克彦（当時・テレビ朝日報道局記者、後に解説委員）が担当した時期もあった。
また当初は日曜日の放送は無かったが、『朝日新聞テレビ夕刊』を吸収する形で1979年4月1日にスタートした。前年から本番組の土曜と『テレビ夕刊』を兼務していた吉岡が続投した。しかし「夕刊タモリ・こちらデス」の枠移動に伴い放送時間が10分まで短縮された。
1983年4月から開始が5分繰り上がり、これにより朝日放送（ABC）をはじめとする一部のANN局では、ローカルニュースに全国ニュースを内包した編成となる。

#### 45分ワイドニュース化
1985年4月1日、小松と三宅の両キャスターに代わり、後年『ニュースステーション』のコメンテーターを務めた、当時朝日新聞論説委員の萩谷順が平日のキャスターに就任。直前のローカルニュースを吸収して45分のワイド編成に拡大した。18:25までの前半は関東のみで放送するローカルニュース、18:25からは関東以外の系列局が飛び乗り全国ニュースを放送していた。
1986年9月29日からは、それまでの全国ニュース枠とローカル枠を入れ替え、18:00 - 18:25を全国ニュース、その後の時間をローカルニュースの時間とした。土日は従来通りの編成のままでテレビ朝日アナウンサーが務めた。この頃、月-金曜は独自タイトルに改題した上で同番組をローカルニュースへの内包扱いとした局もあった（静岡、大阪、名古屋など）。そのため、18:01にスタジオからキャスターが挨拶するまでの1分間はオープニングタイトル・提供クレジットとヘッドラインに充てていたが、大阪のように改題していた地域ではローカル差し替えが可能な体制を取っていた。
そして、1987年10月16日で終了し、同年10月19日から月-金曜は『ニュースシャトル ANN』に、土日は同年10月3日から『ニュース&スポーツ ANN』に引き継がれる。これに付随して、関東地方のローカルニュースは『パオパオチャンネル』前の17:55 - 18:00へと規模を縮小（これは1989年4月に『ニュースシャトル』が18時台に繰り上がるまで続いた）。また『パオパオチャンネル』をANN系列局で唯一フルネットした静岡県民放送では、これを機に枠を再整理。ローカルニュースワイドは、それ以前のローカルニュース枠であった17:30 - 18:00の時間帯に分離、番組名も改題した（こちらも1989年3月まで続いた）。

## 歴代のキャスター

### メインキャスター
| 期間      | 期間      | 月 - 水曜日    | 木曜日         | 金曜日         | 土曜日         | 日曜日       |
| --------- | --------- | -------------- | -------------- | -------------- | -------------- | ------------ |
| 1972.10.2 | 1975.3.29 | （シフト勤務） | （シフト勤務） | （シフト勤務） | （シフト勤務） | （放送なし） |
| 1975.3.31 | 1976.3    | 吉岡晋也       | 吉岡晋也       | 吉岡晋也       | （シフト勤務） | （放送なし） |
| 1976.4    | 1977.9    | 小松錬平       | 小松錬平       | 小松錬平       | 吉岡晋也1      | （放送なし） |
| 1977.10   | 1978.9    | 小松錬平       | 小松錬平       | 横舘英雄       | 吉岡晋也1      | （放送なし） |
| 1978.10   | 1979.3    | 小松錬平       | 小松錬平       | 三宅久之       | 三宅久之       | （放送なし） |
| 1979.3    | 1980.9    | 小松錬平       | 三宅久之       | 三宅久之       | 三宅久之       | 吉岡晋也2    |
| 1980.10   | 1982.3    | 三宅久之3      | 渥美克彦3      | 渥美克彦3      | 渥美克彦3      | 吉岡晋也2    |
| 1982.4    | 1985.3    | 小松錬平       | 小松錬平       | 三宅久之       | 三宅久之       | 吉岡晋也2    |

| 期間      | 期間       | 月 - 金曜日 | 月 - 金曜日 | 月 - 金曜日         | 土・日曜日   | 土・日曜日   | 土・日曜日             |
| 期間      | 期間       | 男性        | 女性        | 関東ローカル        | 男性         | 女性         | スポーツ（土曜日のみ） |
| --------- | ---------- | ----------- | ----------- | ------------------- | ------------ | ------------ | ---------------------- |
| 1985.4    | 1985.9     | 萩谷順      | 野崎由美子6 | （不在）            | 戸谷光照4    | （不在）     | （シフト勤務）         |
| 1985.10   | 1986.9     | 萩谷順      | 渡辺みなみ  | 高井正憲 堀越むつ子 | 戸谷光照4    | 山口容子     | （シフト勤務）         |
| 1986.10   | 1986.12    | 萩谷順      | 堀越むつ子  | （廃止）            | 田畑祐一4・5 | 山口容子     | 宮嶋泰子7              |
| 1987.1    | 1987.9.27  | 萩谷順      | 堀越むつ子  | （廃止）            | 戸谷光照4    | 山口容子     | 宮嶋泰子7              |
| 1987.9.28 | 1987.10.16 | 萩谷順      | 堀越むつ子  | （廃止）            | （放送終了） | （放送終了） | （放送終了）           |

- 1 『朝日新聞テレビ夕刊』を兼務。
- 2 『朝日新聞テレビ夕刊』から続投。
- 3 小松の『ANNニュースファイナル』担当に伴う変更。
- 4 週末の『ANNニュースライナー』と兼務。
- 5 戸谷の『ANNニュースライナー』平日担当に伴う変更。
- 6 『首都圏レーダー』から続投。
- 7 日曜日の『スポーツレーダー』と兼務 『ANNニュース&スポーツ』も続投

## 放送時間
以下に記載されている時刻は全てJST。

### 時刻
| 期間      | 期間       | 月-金曜               | 土曜日                | 日曜日                |
| --------- | ---------- | --------------------- | --------------------- | --------------------- |
| 1972.10.2 | 1973.9.30  | 18:30 - 18:40（10分） | 18:30 - 18:40（10分） | （放送なし）          |
| 1973.10.2 | 1974.3     | 18:45 - 18:55（10分） | 18:45 - 18:55（10分） | （放送なし）          |
| 1974.4    | 1975.3.29  | 18:50 - 18:55（5分）  | 18:50 - 18:55（5分）  | （放送なし）          |
| 1975.3.31 | 1979.3     | 18:30 - 18:50（20分） | 18:30 - 18:50（20分） | （放送なし）          |
| 1979.4    | 1982.3     | 18:30 - 18:50（20分） | 18:30 - 18:50（20分） | 17:30 - 17:50（20分） |
| 1982.4    | 1983.3     | 18:30 - 18:50（20分） | 18:30 - 18:50（20分） | 17:30 - 17:40（10分） |
| 1983.4    | 1985.3     | 18:25 - 18:45（20分） | 18:25 - 18:45（20分） | 17:30 - 17:45（15分） |
| 1985.4    | 1987.3     | 18:00 - 18:45（45分） | 18:25 - 18:45（20分） | 17:30 - 17:45（15分） |
| 1987.4    | 1987.9.27  | 18:00 - 18:50（50分） | 18:25 - 18:50（25分） | 17:30 - 17:45（15分） |
| 1987.9.28 | 1987.10.16 | 18:00 - 18:50（50分） | （放送終了）          | （放送終了）          |

### 月-金曜のローカルニュースの枠（関東）
| 期間      |           | 放送時間      | 番組名                 |
| --------- | --------- | ------------- | ---------------------- |
| 1975.3.31 | 1979.3    | 18:50 - 19:00 | ANN首都圏ニュース      |
| 1979.4.2  | 1981.10.2 | 18:00 - 18:30 | 6時のサテライト        |
| 1981.10.5 | 1983.3    | 18:00 - 18:30 | ニュースイブニング朝日 |
| 1983.4    | 1983.9.30 | 18:00 - 18:25 | ニュースイブニング朝日 |
| 1983.10.3 | 1985.3.29 | 18:00 - 18:25 | 首都圏レーダー         |

## ネット局
※いずれも全国ネット番組昇格後
| 放送対象地域           | 放送局             | 系列        | 備考 |
| ---------------------- | ------------------ | ----------- | --- |
| 関東広域圏             | テレビ朝日         | ANN         | （製作・幹事） 1977年3月31日までは日本教育テレビ（通称・NETテレビ） |
| 北海道                 | 北海道テレビ       | ANN         | |
| 宮城県                 | 東日本放送         | ANN         | 1975年10月開局から |
| 福島県                 | 福島中央テレビ     | NNN/ANN     | 日曜のみ、1981年9月27日まで |
| 福島県                 | 福島放送           | ANN         | 1981年10月1日開局から |
| 新潟県                 | 新潟総合テレビ     | FNN/ANN     | 日曜のみ、1983年9月25日まで 1981年3月まではNNNにも加盟2019年10月以降は、NST新潟総合テレビ |
| 新潟県                 | 新潟テレビ21       | ANN         | 1983年10月1日開局から |
| 長野県                 | テレビ信州         | NNN/ANN     | 1980年10月開局から |
| 静岡県                 | 静岡けんみんテレビ | ANN         | 1978年7月開局から 1979年6月まではNNNにも加盟 1993年10月以降は静岡朝日テレビ |
| 福井県                 | 福井放送           | NNN         | 日曜のみ、『朝日新聞テレビ夕刊』に改題して番販扱いで放送1985年10月からのオープニングは『ANNニュースレーダー』のタイトルを差し替えず、後半10秒のヘッドライン3項目目から『朝日新聞テレビ夕刊』のタイトル・スポンサー名を出し、テーマ音楽を途中から差し替えていた。 |
| 中京広域圏             | 名古屋テレビ       | ANN         | |
| 近畿広域圏             | 朝日放送           | ANN         | 2018年4月1日以降は朝日放送テレビ |
| 岡山県                 | 岡山放送           | FNN/ANN     | 土曜のみ、1979年3月31日まで 1979年4月1日から電波相互乗り入れに伴い瀬戸内海放送へ一本化 |
| 広島県                 | 広島ホームテレビ   | ANN         | |
| 香川県 →香川県・岡山県 | 瀬戸内海放送       | ANN         | 1979年3月31日までの放送エリアは香川県のみ 1979年4月1日から電波相互乗り入れに伴い岡山県にもエリア拡大 |
| 福岡県                 | 九州朝日放送       | ANN         | |
| 鹿児島県               | 鹿児島テレビ       | NNN/FNN/ANN | 1982年9月30日まで |
| 鹿児島県               | 鹿児島放送         | ANN         | 1982年10月1日開局から |

### ネットしていた局のローカルニュース
※ キー局であるNETテレビ→テレビ朝日を除く、いずれも月-金曜ネット局のみ。
| 放送局名                                | 番組名 |
| --------------------------------------- | --- |
| 北海道テレビ                            | HTBニュースロータリー |
| 東日本放送                              | KHBニュース → 夕刊ですKHB |
| 福島放送                                | KFBニュース → KFBニュースレーダー |
| 新潟テレビ21                            | NT21ニュース → NT21ニュースレーダー |
| テレビ信州                              | TSBニュース |
| 静岡けんみんテレビ（現:静岡朝日テレビ） | けんみんテレビニュース → けんみんテレビニューストピックス → ニュースイブニング530 → ANNニュースイブニング静岡                             |
| 名古屋テレビ                            | 名古屋テレビニュース → 名古屋テレビニュース6:15 → 名古屋テレビニュース6:10 → 名古屋テレビニュース6:00 → Nagoya TV ニュースJUST6           |
| 朝日放送                                | ABCフラッシュニュース → たいむ6 ABC → たいむ6 ANN                                                                                         |
| 岡山放送                                | OHK岡山県民ニュース |
| 広島ホームテレビ                        | ホームテレビニュース（一時期曜日により中国新聞ニュース） → HOMEテレビ夕刊（全国ニュースの前半への移動より内包扱いに。途中から土曜も改題） |
| 瀬戸内海放送                            | KSBニュース → KSBニュース6:00 |
| 九州朝日放送                            | KBCニュースロータリー → KBCニュースプラザ                                                                                                 |
| 鹿児島テレビ                            | KTSニュース → KTSテレビ夕刊（1982年9月30日まで）                                                                                          |
| 鹿児島放送                              | KKBニュース → KKBニュース6:00 |

## その他
- 放送当時ANN加盟局だった青森放送は、NNNとのクロスネットだったため未放送で[注 13]、同じニュースレーダーのタイトルについてもローカル番組の『RABニュースレーダー』との関係も無い。なお、陸奥湾西岸地域や大間町では『RABニュースレーダー』と『ANNニュースレーダー』の両方視聴可能な地域も存在した。ただし、放送開始は『RABニュースレーダー』の方が先である。
- ネット局の項目でも触れている通り、福井放送は日曜版のみ、『朝日新聞テレビ夕刊』に改題して番販扱いで放送したことは前記しているが、1985年10月改編で青屏風版のOP（作曲:松岡直也）が導入されると、それまで表示されなかった『ANNニュースレーダー』のタイトルロゴも表示されるようになった。しかしBGMに乗せながらのヘッドラインニュースを3本表示し終わった後すぐに『朝日新聞テレビ夕刊』のOPタイトルならびにそちらのOPテーマ曲に変わってしまうため、青屏風版のOPテーマ曲をフルスペックで聴き取ることはできなかった（もっとも、冒頭にあった3本のヘッドラインニュースは青屏風版の先代のもので採用されている）。
- クロスネット加盟局が多かった時代はこの番組、もしくは現・「朝のANNニュース」にあたる「ANNニュースセブン→ANNニュースフレッシュ」、現・「お昼のANNニュース」にあたる「ANNニュースライナー」のどちらか一つは、ネット協定の関係で必ず放送しなければいけなかったが、クロスネットで当番組を毎日放映していたのはTSBとKTSの2局だけで、FCT、NST、OHKの3局は曜日を限定してのネットだった。
- 1982年から1987年までは、日曜版（当時17:30から17:45）の放送後に『スポーツレーダー』が放送されていた。
- 年末年始にはニュースレーダーの終了後、スポットニュースとしてローカルニュースが放送されていた。これは後に『ニュースシャトル』放送開始後夕方に放送枠を移した21時前のニュースが同様の体裁を採っている。
- 1986年10月のリニューアルの番組宣伝コマーシャルでは、同局のクイズ番組「象印クイズ ヒントでピント」のセットが使われた。